# Saint-Leu-la-Forêt
 Saint-Leu-la-Forêt  es una población y comuna francesa, en la región de Isla de Francia, departamento de Valle del Oise, en el distrito de Pontoise. Es el chef-lieu del cantón de su nombre.

## Demografía
| 1 170 | 1 172 | 2 625 | 2 535 | 1 219 | 1 200 | 1 232 | 1 312 | 1 415 | 1 568 | 1 667 | 1 630 | 1 683 | 1 899 | 2 305 | 2 421 | 2 906 | 3 156 | 3 605 | 4 022 | 4 680 | 5 736 | 6 308 | 6 347 | 6 607 | 7 782 | 8 802 | 10 004 | 9 664 | 11 627 | 14 489 | 15 127 | 14 667 |
| Para los censos de 1962 a 1999 la población legal corresponde a la población sin duplicidades (Fuente: INSEE [Consultar]) |       |       |       |       |       |       |       |       |       |       |       |       |       |       |       |       |       |       |       |       |       |       |       |       |       |       |        |       |        |        |        |        |